# 198 a.C.

## Eventos
- Tito Quíncio Flaminino e Sexto Élio Peto Cato, cônsules romanos.
- Terceiro ano da Segunda Guerra Macedônica, entre a República Romana e o Reino da Macedônia:
  - Flaminino assume as operações militares na Macedônia com a ajuda de seu irmão, Lúcio Quíncio Flaminino, almirante da frota.
  - Batalha do Aoo, a primeira vitória romana na região contra o exército macedônio antigo.
  - Flaminino invade a Tessália, a Fócida, onde transforma Anticira em sua principal base, Lócrida e a Beócia. Apenas a Acarnânia permanece fiel a Filipe.
  - Aliança da República Romana com Nábis de Esparta.